# Jody Hamilton
Joseph Nichloas Zwaduk III, maggiormente noto con lo pseudonimo Jody Hamilton (Saint Joseph, 28 agosto 1938 – Griffin, 3 agosto 2021), è stato un wrestler e allenatore di wrestling statunitense.
Svolse anche le attività di promoter e booker. Era meglio conosciuto come la metà del tag team The Assassins dove egli era Assassin #1. Quando gli Assassins si sciolsero, lottò come The Assassin, The Masked Assassin e The Flame, indossando sempre la caratteristica maschera gialla e nera.
Alla fine del 1961 Hamilton formò insieme Tom Renesto il duo mascherato heel "The Assassins" e, per oltre dieci anni, lui e Renesto lottarono in giro per il mondo riscuotendo molto successo. Quando Renesto si ritirò dal ring, Hamilton mantenne vivo il tag team degli Assassins lottando insieme ad altri partner, come Randy Colley e "Hercules" Hernandez.
Sul finire degli anni ottanta, Hamilton fondò la Deep South Wrestling (DSW), dove lottò fino a quando un serio infortunio alla schiena lo costrinse a ritirarsi nel 1988. Dopo la chiusura della Deep South Wrestling, lavorò per la World Championship Wrestling sia come booker sia come allenatore di giovani talenti. Nel 2005 volle riaprire la Deep South Wrestling, questa volta come affiliata della World Wrestling Entertainment, per allenare talenti che avevano firmato un contratto di sviluppo con la federazione di Stanford. Nel 2007 la WWE rescisse bruscamente il contratto con la DSW.

## Carriera

### Inizi
Prima di darsi al professionismo, Hamilton era un pugile promettente, ma invece di continuare il suo addestramento, decise di volere seguire le orme del fratello maggiore Larry Hamilton. Larry era un lottatore professionista che combatteva con il ring name "The Missouri Mauler". I primi match li ebbe nella Gust Karras Promotions, una piccola federazione locale con sede a Kansas City (Missouri), dove esordì contro Rip Hawk in un match della durata di 40 minuti. Nel 1957, cominciò a lottare in coppia con il fratello Larry e divenne un wrestler professionista a tempo pieno. Gli Hamilton Brothers lottarono a New York nella Capitol Wrestling, (la futura WWE), dove furono inseriti in una storyline che li vide contrapposti ad Antonino Rocca e Miguel Pérez. Nel maggio 1958 gli Hamilton Brothers affrontarono Rocca & Pérez nel main event di uno show al Madison Square Garden. Tale evento, rese Jody, all'epoca diciannovenne, il wrestler più giovane a partecipare a un main event al Madison Square Garden.

### Masked Assassins

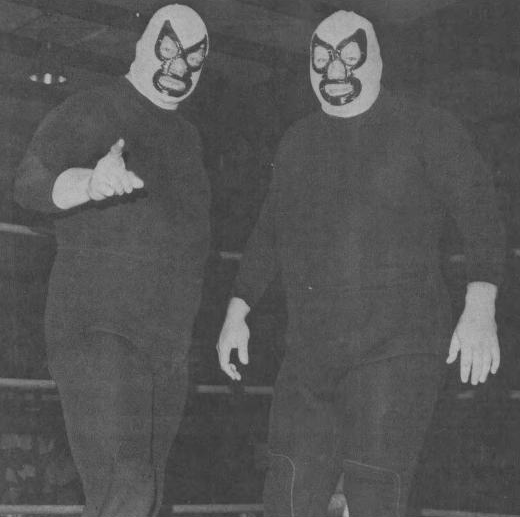
Jody Hamilton & Randy Colley come The Masked Assassins (1980)

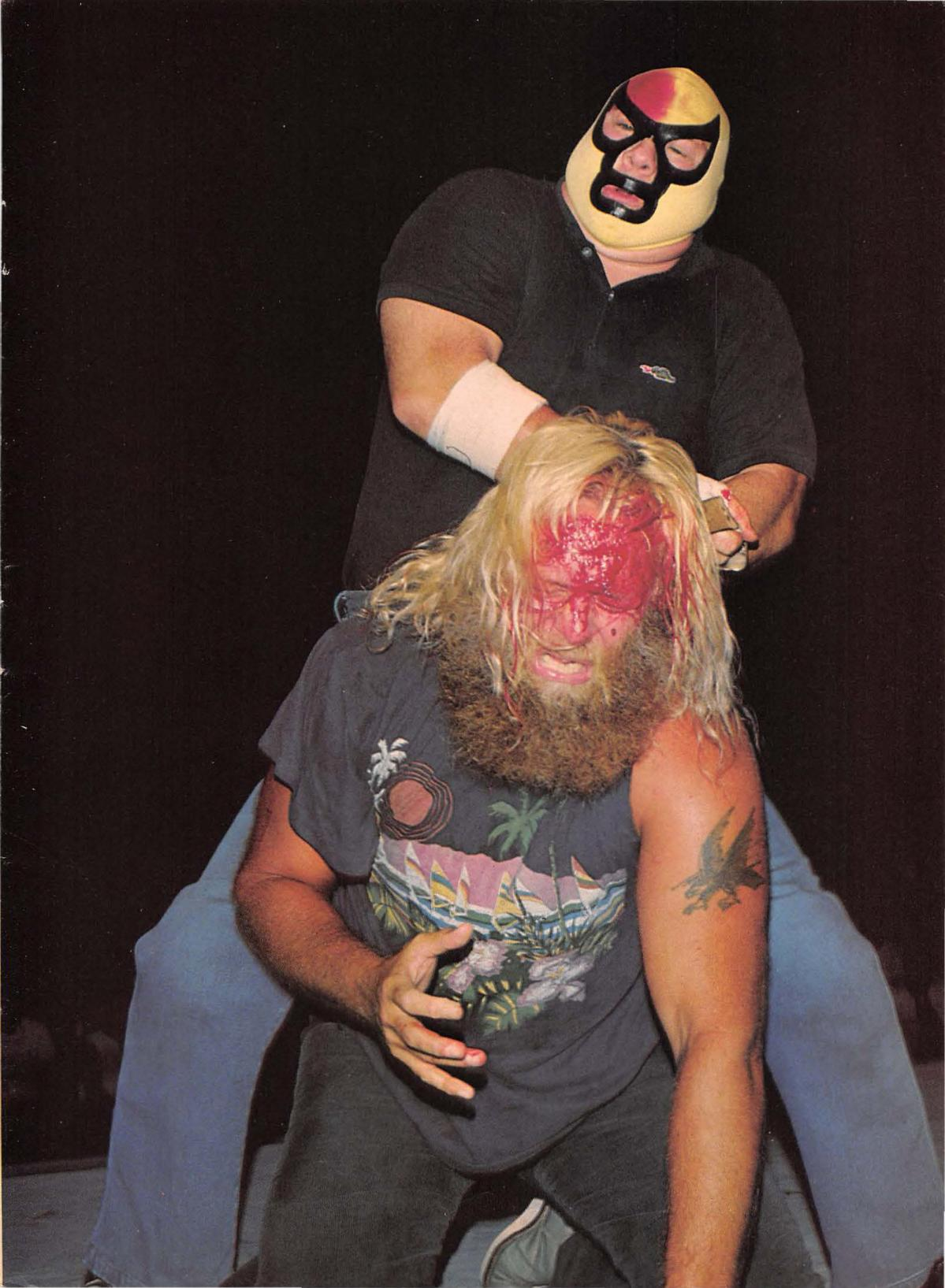
Jody Hamilton strangola un sanguinante Jimmy Valiant con una cintura

Il piano originale per Hamilton era quello di farlo lottare con il viso celato da una maschera con il ring name "The Iron Russian", ma una volta arrivato ad Atlanta la sua identità venne cambiata in "The Assassin". Dopo aver combattuto vari incontri come wrestler singolo, a fine 1961 gli venne affiancato un partner, un altro lottatore mascherato chiamato Assassin #2, Tom Renesto. Renesto aveva già lottato in coppia con il fratello maggiore di Hamilton, Larry, ma i due non si erano mai conosciuti prima di salire insieme sul ring nel dicembre 1961. Il tag team sembrò affiatato fin da subito e presto fu promosso ai main event. Per oltre dodici anni, Hamilton & Renesto furono i "malvagi" Assassins, una coppia heel odiata dai fan per la scorrettezza e l'abitudine di infrangere le regole durante i match. The Assassins, o The Masked Assassins, come talvolta venivano presentati, lottarono in varie federazioni in Georgia, California, Australia, Giappone e Canada. Solamente nella Carolina del Nord e del Sud, gli Assassins erano introdotti con i nomi "The Great Bolo" (Renesto) & "The Mighty Bolo" (Hamilton) perché Renesto aveva in precedenza lottato nella Jim Crockett Promotions come The Great Bolo prima di fare coppia con Hamilton, e il pubblico locale lo conosceva meglio con il nome Bolo.
Dal 1968 al 1972 gli Assassins lottarono nella Georgia Championship Wrestling e detennero l'NWA Georgia Tag Team Championship per 12 volte. In questo periodo affrontarono tag team come i Torres Brothers (Ramon & Alberto), Terry & Dory Funk e Ray Gunkel & Buddy Fuller. Il loro feud più celebre fu quello che li vide contrapposti ai The Kentuckians (”Tiny” Smith & Luke Brown). I match tra Assassins e Kentuckians fecero il tutto esaurito in più occasioni sulla costa orientale degli Stati Uniti.
Durante il periodo nella GCW Renesto restò sempre più coinvolto come booker nella federazione nella speranza di risollevare il declino della stessa, causa il calo di pubblico agli show. A Renesto è attribuito il merito di aver contribuito all'ideazione di una serie di angle che riportarono i fan nelle arene. Nel 1972 quando il proprietario della GCW Ray Gunkel morì, la vedova, Ann Gunkel, si distaccò dalla GCW affiliata alla National Wrestling Alliance per fondare la sua propria compagnia, chiamata "All-South Wrestling", con Tom Renesto come sceneggiatore capo. Con l'aumentare delle sue responsabilità nel backstage, Renesto diradò sempre più la sua presenza attiva sul ring e Hamilton passò alla divisione singola. Nell'ottobre 1972 Renesto si tolse la maschera in televisione; infatti correva voce che la GCW avrebbe pubblicato le foto degli Assassins senza le loro maschere e Renesto voleva batterli sul tempo.
Quando Renesto si ritirò dal ring, Hamilton tenne in vita gli Assassins lottando con nuovi partner; prima Roger Smith e poi Randy Colley. Negli anni ottanta formò una nuova versione del tag team mascherato con Hercules Hernandez nella Jim Crockett Promotions, con manager Paul Jones, che li utilizzò nel suo feud con il popolare Jimmy Valiant. Questa versione del team durò fino a quando Hernandez fu smascherato da Valiant nel corso di un mask vs. hair match svoltosi ad uno show della JCP/Maple Leaf Wrestling a Toronto il 15 aprile 1984. Barry Orton rimpiazzò Hernandez come Assassin #3 per qualche mese. Hamilton continuò come wrestler singolo dopo che Barry lasciò la JCP, sancendo di fatto la fine degli Assassins.

### Deep South Championship Wrestling
Nel 1986 Hamilton cominciò la sua carriera da dirigente come proprietario di una piccola promozione indipendente con sede in Georgia di nome Deep South Championship Wrestling. Lavorò sia nel backstage sia sul ring con l'identità di "The Flame". Una sera del 1988 si infortunò alla schiena rompendosi una vertebra lombare cadendo male fuori dal ring. Poiché Hamilton non era in grado di gestire una promozione di wrestling, la vendette a qualcun altro, solo per vedere quella persona fallire senza mai organizzare uno spettacolo di wrestling.

### Ritiro dal ring
Ripresosi dall'infortunio alla schiena, Hamilton, da un'evoluzione di una scuola già presente, aprì il centro di sviluppo ufficiale della World Championship Wrestling, il Power Plant, in qualità di direttore. La scuola produsse nuovi talenti come Kevin Nash, Diamond Dallas Page, Bill Goldberg e Big Show, nel corso degli anni.
Oltre a lavorare a capo del Power Plant, nel 1993 Hamilton fu anche il manager di Paul Orndorff, The Equalizer e Paul Roma. La sua ultima apparizione in video nella WCW si ebbe all'evento WCW Starrcade '93 il 27 dicembre 1993, dove The Assassin fu il manager dei Pretty Wonderful ("Pretty" Paul Roma & "Mr. Wonderful" Paul Orndorff) che vinsero il WCW World Tag Team Championship. Il 22 maggio 1994 Hamilton fu introdotto nella WCW Hall of Fame nel corso della cerimonia svoltasi al Civic Center di Filadelfia, Pennsylvania.
Quando la WCW venne acquisita dalla WWF nel marzo 2001, il Power Plant venne chiuso ma Hamilton continuò comunque ad allenare giovani wrestler.

### Deep South Wrestling
Nel 2005 la World Wrestling Entertainment (ex World Wrestling Federation) raggiunse un accordo con Hamilton in base al quale egli avrebbe aperto una nuova versione della Deep South Wrestling per la WWE, da utilizzare come territorio di allenamento. La compagnia organizzò regolarmente spettacoli con talenti sotto contratto con la WWE fino al 18 aprile 2007, quando la WWE concluse la collaborazione con la DSW. La DSW cessò l'attività il giorno successivo, sebbene tenne il suo ultimo evento il 12 aprile 2007.

### Rampage Pro Wrestling
Nel febbraio 2009 Hamilton tornò ufficialmente nel business, entrando nella Rampage Pro Wrestling, una promozione indipendente con sede a Warner Robins (Georgia), in qualità di direttore dei programmi televisivi. Suo figlio, Nick Patrick, entrò anche lui nella compagnia, anche se solo nel ruolo di commissario davanti alle telecamere. Nell'aprile 2009 la federazione licenziò Hamilton, adducendo riduzioni dei costi come motivo. Nick è rimasto con la promozione e ha assunto il lavoro di suo padre come direttore dei programmi televisivi. La società ha reintegrato Hamilton nel corso dell'anno in ottobre. Hamilton e Patrick sono stati fortemente coinvolti nella produzione del programma televisivo settimanale della compagnia trasmesso nell'area della Georgia centrale dall'affiliata FOX locale.

## Causa legale alla WWE
Nell'aprile 2009, Hamilton ha intentato una causa contro la WWE nella contea di Fulton, in Georgia, per come è stato risolto l'accordo di lavoro con la sua promozione, la Deep South Wrestling. Il suo avvocato affermò che la WWE "ha escogitato fraudolentemente un motivo per rescindere l'accordo" senza dare il preavviso di 90 giorni previsto dal contratto. La causa ha anche affermato che la WWE è entrata illegalmente nell'edificio della Deep South a McDonough, Georgia, portando via materiale di proprietà di Hamilton. Afferma inoltre che il vicepresidente esecutivo delle relazioni con i talenti della WWE, John Laurinaitis, ha avvertito che tutti i wrestler che avrebbero continuato a lavorare con la Deep South o con Hamilton non avrebbero mai più lavorato nel settore del wrestling. Due wrestler professionisti rimasti anonimi, che all'epoca erano sotto contratto con la WWE, confermarono l'affermazione di Hamilton secondo cui Laurinaitis aveva minacciato quanto sopra. La WWE ha tentato di far archiviare la causa prima che andasse in tribunale, ma non ha avuto successo. Il 22 gennaio 2010 Hamilton ha stabilito un accordo extragiudiziale con la WWE. L'accordo non è stato divulgato.

## Morte
Hamilton è morto in una casa di cura per lungodegenti il 3 agosto 2021, all'età di 82 anni. La notizia della sua morte venne diffusa sui social media dal figlio Nick.

## Personaggio

### Mossa finale
- Assassin Lock (Lifting hammerlock)

### Manager
- Downtown Bruno
- Jimmy Hart
- Rock Hunter
- Paul Jones
- Paul Bearer

### Wrestler diretti
- Paul Orndorff
- Paul Roma
- The Equalizer

## Titoli e riconoscimenti
- Central States Wrestling
  - NWA Central States Heavyweight Championship (1)

- Championship Wrestling from Florida
  - NWA Florida Television Championship (1)
  - NWA Southern Heavyweight Championship (Florida version) (2)[12]
  - NWA United States Tag Team Championship (Florida version) (1) – con Assassin #2
  - NWA World Tag Team Championship (Florida version) (1) – con Assassin #2

- Continental Wrestling Association
  - AWA Southern Tag Team Championship (4) – con Assassin #2[13][14]

- Deep South Wrestling
  - Deep South Heavyweight Championship (3)

- Georgia Wrestling
  - Georgia Wrestling Hall of Fame: The Assassins

- Mid-South Sports/Georgia Championship Wrestling
  - NWA Georgia Heavyweight Championship (1)
  - NWA Georgia Tag Team Championship (14) – con Assassin #2 (12), Assassin #2 (2)
  - NWA Macon Tag Team Championship (2) – con Assassin #2
  - NWA Southeastern Tag Team Championship (Georgia version) (4) – con Assassin #2
  - NWA Southern Tag Team Championship (Georgia version) (1) – con Assassin #2
  - NWA World Tag Team Championship (Georgia version) (2) – con Assassin #2

- NWA All-Star Wrestling
  - NWA Canadian Tag Team Championship (Vancouver version) (2) – con Assassin #2
  - NWA World Tag Team Championship (Vancouver version) (1) – con Assassin #2

- NWA Hollywood Wrestling
  - NWA Americas Tag Team Championship (2) – con Tom Renesto (1), John Tolos (1)
  - NWA "Beat the Champ" Television Championship (1)
  - NWA North American Tag Team Championship (Los Angeles/Japan version) (2) – con Assassin #2

- Professional Wrestling Hall of Fame
  - Classe del 2013 - In qualità di membro dei The Assassins[15]

- NWA Mid-America
  - NWA World Tag Team Championship (Mid-America version) (1) – con Assassin # 2

- NWA Tri-State
  - NWA United States Tag Team Championship (Tri-State version) (4) – con Assassin #2 (2), Ernie Ladd (1), Angel (1)

- Southeastern Championship Wrestling - Continental Championship Wrestling
  - NWA Alabama Heavyweight Championship (1)
  - NWA Louisiana Heavyweight Championship (2)
  - NWA Louisiana Tag Team Championship (2) – con Assassin #2 (1), Angel (1)
  - NWA Southeastern Continental Heavyweight Championship (4)
  - NWA Southeastern Heavyweight Championship (Northern Division) (1)
  - NWA Southeastern Tag Team Championship (1) – con Don Carson
  - NWA Southern Tag Team Championship (Gulf Coast version) (3) – con Assassin #2 (1), Don Carson (1), Billy Spears (1)
  - NWA Tennessee Tag Team Championship (1) – con Ron Fuller

- World Championship Wrestling
  - WCW Hall of Fame (Classe del 1994)

- World Championship Wrestling (Australia)
  - IWA World Tag Team Championship (1) – con Assassin #2

- Wrestling Observer Newsletter
  - Wrestling Observer Newsletter Hall of Fame (Classe del 2015) – con Tom Renesto[16]